# Tercera División de Chile 1989
El Campeonato Oficial de Fútbol de la Tercera División de 1989 fue la 9° edición de la tercera categoría del fútbol de Chile, correspondiente a la temporada 1989. Se jugó desde abril de 1989 hasta diciembre de 1989.
Su organización estuvo a cargo de la Asociación Nacional de Fútbol Amateur de Chile (ANFA) y contó con la participación de 28 equipos, los cuales, disputaron el campeonato en tres grupos por zona y en una liguilla por el ascenso, bajo el sistema de todos contra todos.
El campeón fue Lozapenco que ascendió a la Segunda División 1990.

## Movimientos divisionales
| Pos | a Segunda División de Chile 1989 |
| --- | -------------------------------- |
| 1º  | Soinca Bata (Campeón)            |

| Pos | a Tercera División de Chile 1989 |
| --- | -------------------------------- |
| 1º  | Thomas Bata                      |
| 2º  | Barnechea                        |

| Pos | Aceptados en Tercera División de Chile 1989 |
| --- | ------------------------------------------- |
| -   | Deportes Rahue                              |
| -   | Deportes La Unión                           |
| -   | Comercial Temuco                            |
| -   | Lozapenco                                   |

| Pos       | desde Segunda División de Chile 1988 |
| --------- | ------------------------------------ |
| 12º (LDS) | Malleco Unido                        |

| Pos     | a Cuarta División de Chile 1988                     |
| ------- | --------------------------------------------------- |
| 7° (LD) | Lautaro de Buin (Retornó a su asociación de origen) |
| 8° (LD) | Deportes Gasco                                      |

## Equipos participantes
| Equipo                 | Ciudad        |
| ---------------------- | ------------- |
| Barnechea              | Lo Barnechea  |
| Comercial Temuco       | Temuco        |
| Comercio de Llay-Llay  | Llay-Llay     |
| Concón National        | Concón        |
| Cultural Doñihue       | Doñihue       |
| Defensor Casablanca    | Casablanca    |
| Deportes Laja          | Laja          |
| Deportes LAN Chile     | Cerrillos     |
| Deportes La Unión      | La Unión      |
| Deportes Maipo         | Maipo         |
| Deportes Rahue         | Rahue         |
| Deportes Rengo         | Rengo         |
| Deportes Victoria      | Victoria      |
| Estudiantes de Quilpué | Quilpué       |
| Goodyear               | Maipú         |
| Iván Mayo              | Villa Alemana |
| Juventud Chépica       | Chépica       |
| Juventud Ferro         | Chimbarongo   |
| Juventud O'Higgins     | Curacaví      |
| Juventud Puente Alto   | Puente Alto   |
| Lozapenco              | Penco         |
| Malleco Unido          | Angol         |
| Municipal Las Condes   | Las Condes    |
| Municipal Talagante    | Talagante     |
| Quintero Unido         | Quintero      |
| Santiago Morning       | Recoleta      |
| Thomas Bata            | Peñaflor      |
| Unión Santa Cruz       | Santa Cruz    |

## Primera fase
Los 28 equipos se dividieron en tres grupos llamados zona norte, zona centro y zona sur con 10 clubes cada los 2 primeros y 8 para el último, clasifican a la liguilla de ascenso, los 3 primeros equipos en las dos primeras zonas y los 2 mejores equipos para la zona austral, en cambio para la disputa de la liguilla por el descenso, los equipos que finalicen último, 4 para zona norte y central y 3 para la zona sur, jugarán entre sí, y el último de cada grupo disputará el triangular del descenso final.

### Grupo Norte
| Pos | Equipo                 | PJ | PG | PE | PP | GF | GC | Dif | Pts |
| --- | ---------------------- | -- | -- | -- | -- | -- | -- | --- | --- |
| 1   | Quintero Unido         | 18 | 12 | 4  | 2  | 32 | 15 | +17 | 28  |
| 2   | Iván Mayo              | 18 | 11 | 3  | 4  | 33 | 18 | +15 | 25  |
| 3   | Comercio Llay-Llay     | 18 | 10 | 4  | 4  | 34 | 20 | +14 | 24  |
| 4   | Santiago Morning       | 18 | 10 | 3  | 5  | 41 | 21 | +20 | 23  |
| 5   | Deportes Good Year     | 18 | 7  | 3  | 8  | 30 | 29 | +1  | 17  |
| 6   | Juventud O'Higgins     | 18 | 6  | 5  | 7  | 27 | 31 | -4  | 17  |
| 7   | Deportes LAN CHILE     | 18 | 6  | 3  | 9  | 25 | 28 | -3  | 15  |
| 8   | Estudiantes de Quilpué | 18 | 4  | 4  | 10 | 23 | 34 | -11 | 12  |
| 9   | Concón National        | 18 | 4  | 4  | 10 | 23 | 43 | -20 | 12  |
| 10  | Defensor Casablanca    | 18 | 0  | 7  | 11 | 18 | 47 | -29 | 7   |

### Grupo Centro
| Pos | Equipo               | PJ | PG | PE | PP | GF | GC | Dif | Pts |
| --- | -------------------- | -- | -- | -- | -- | -- | -- | --- | --- |
| 1   | Unión Santa Cruz     | 18 | 10 | 6  | 2  | 38 | 18 | +20 | 26  |
| 2   | Municipal Las Condes | 18 | 11 | 4  | 3  | 38 | 19 | +19 | 26  |
| 3   | Thomas Bata          | 18 | 11 | 3  | 4  | 31 | 16 | +15 | 25  |
| 4   | Deportes Rengo       | 18 | 6  | 8  | 4  | 30 | 26 | +4  | 20  |
| 5   | Cultural Doñihue     | 18 | 4  | 10 | 4  | 19 | 21 | -2  | 18  |
| 6   | Municipal Talagante  | 18 | 6  | 5  | 7  | 31 | 27 | +4  | 17  |
| 7   | Juventud Chépica     | 18 | 6  | 5  | 7  | 27 | 30 | -3  | 17  |
| 8   | Deportes Maipo       | 18 | 5  | 4  | 9  | 25 | 42 | -17 | 14  |
| 9   | Lo Barnechea         | 18 | 2  | 5  | 11 | 30 | 47 | -17 | 9   |
| 10  | Juventud Puente Alto | 18 | 1  | 6  | 11 | 17 | 40 | -23 | 8   |

### Grupo Sur
| Pos | Equipo            | PJ | PG | PE | PP | GF | GC | Dif | Pts |
| --- | ----------------- | -- | -- | -- | -- | -- | -- | --- | --- |
| 1   | Deportes Laja     | 14 | 10 | 2  | 2  | 20 | 7  | +13 | 22  |
| 2   | Lozapenco         | 14 | 10 | 1  | 3  | 27 | 7  | +20 | 21  |
| 3   | Malleco Unido     | 14 | 7  | 4  | 3  | 18 | 12 | +6  | 18  |
| 4   | Comercial Temuco  | 14 | 6  | 3  | 5  | 11 | 13 | -2  | 15  |
| 5   | Juventud Ferro    | 14 | 5  | 1  | 8  | 16 | 22 | -6  | 11  |
| 6   | Deportes Rahue    | 14 | 4  | 3  | 7  | 11 | 21 | -10 | 11  |
| 7   | Deportes Victoria | 14 | 2  | 4  | 8  | 12 | 24 | -12 | 8   |
| 8   | Deportes La Unión | 14 | 1  | 4  | 9  | 13 | 22 | -9  | 6   |

|  | Clasifican a Liguilla de Ascenso                    |
|  | Clasifican a Liguilla de Descenso a Cuarta División |

## Liguilla de ascenso
Los 8 equipos clasificados juegan en partidos de ida y vuelta con el sistema todos-contra-todos, además los primeros equipos clasificados de cada grupo recibieron una bonificación de +2 pts, en cambio los segundos mejores clasificados recibieron +1pts, terceros lugares no recibieron puntos extras.
| Pos | Equipo               | PJ | PG | PE | PP | GF | GC | Dif | Bono | Pts |
| --- | -------------------- | -- | -- | -- | -- | -- | -- | --- | ---- | --- |
| 1   | Lozapenco            | 14 | 10 | 2  | 2  | 31 | 13 | 18  | 1    | 23  |
| 2   | Unión Santa Cruz     | 14 | 7  | 6  | 1  | 19 | 10 | 9   | 2    | 22  |
| 3   | Municipal Las Condes | 14 | 5  | 5  | 4  | 28 | 21 | 7   | 1    | 16  |
| 4   | Deportes Laja        | 14 | 4  | 5  | 5  | 21 | 14 | 7   | 2    | 15  |
| 5   | Thomas Bata          | 14 | 6  | 2  | 6  | 23 | 24 | -1  | -    | 14  |
| 6   | Comercio Llay-Llay   | 14 | 4  | 4  | 6  | 18 | 28 | -10 | -    | 12  |
| 7   | Quintero Unido       | 14 | 3  | 3  | 8  | 13 | 26 | -13 | 2    | 11  |
| 8   | Iván Mayo            | 14 | 2  | 3  | 9  | 19 | 36 | -17 | 1    | 8   |

|  | Campeón. Asciende a Segunda División |

## Campeón
| Campeón Lozapenco           |
| Asciende a Segunda División |

## Liguillas de descenso

### Grupo Norte
| Pos | Equipo                 | PJ | PG | PE | PP | GF | GC | Dif | Pts |
| --- | ---------------------- | -- | -- | -- | -- | -- | -- | --- | --- |
| 1   | Deportes LAN CHILE     | 6  | 4  | 1  | 1  | 11 | 5  | 6   | 9   |
| 2   | Defensor Casablanca    | 6  | 3  | 2  | 1  | 12 | 10 | 2   | 8   |
| 3   | Concón National        | 6  | 3  | 0  | 3  | 9  | 11 | -2  | 6   |
| 4   | Estudiantes de Quilpué | 6  | 0  | 1  | 5  | 7  | 13 | -6  | 1   |

### Grupo Centro
| Pos | Equipo               | PJ | PG | PE | PP | GF | GC | Dif | Pts |
| --- | -------------------- | -- | -- | -- | -- | -- | -- | --- | --- |
| 1   | Deportes Maipo       | 6  | 4  | 0  | 2  | 13 | 4  | 9   | 8   |
| 2   | Barnechea            | 6  | 3  | 0  | 3  | 7  | 7  | 0   | 6   |
| 3   | Juventud Chépica     | 6  | 2  | 1  | 3  | 4  | 8  | -4  | 5   |
| 4   | Juventud Puente Alto | 6  | 2  | 1  | 3  | 9  | 14 | -5  | 5   |

### Grupo Sur
| Pos | Equipo            | PJ | PG | PE | PP | GF | GC | Dif | Pts |
| --- | ----------------- | -- | -- | -- | -- | -- | -- | --- | --- |
| 1   | Deportes La Unión | 4  |    |    |    |    |    |     | -   |
| 2   | Deportes Rahue    | 4  |    |    |    |    |    |     | -   |
| 3   | Deportes Victoria | 4  |    |    |    |    |    |     | -   |

|  | Clasifica al triangular final de Descenso final a Cuarta División de Chile |

## Liguilla final del descenso
| Pos | Equipo                 | PJ | PG | PE | PP | GF | GC | Dif | Pts |
| --- | ---------------------- | -- | -- | -- | -- | -- | -- | --- | --- |
| 1   | Deportes Victoria      | 4  | 3  | 0  | 1  | 5  | 6  | -1  | 6   |
| 2   | Juventud Puente Alto   | 4  | 2  | 0  | 2  | 9  | 5  | -4  | 4   |
| 3   | Estudiantes de Quilpué | 4  | 1  | 0  | 3  | 6  | 9  | -3  | 2   |

|  | Descienden a Cuarta División de Chile |